# België op het Eurovisiesongfestival 1977
Eurosong 1977 was de Belgische preselectie voor het Eurovisiesongfestival 1977, dat gehouden zou worden in de Britse hoofdstad Londen.
In 1977 ging de BRT voluit. Maanden op voorhand werd gewerkt aan een voorronde met allemaal liedjes in het Engels. Doordat de vrije taalregel in tussentijd door de EBU werd veranderd, was België daardoor samen met Duitsland het enige land dat een Engelstalige song naar Londen stuurde.
In drie vanuit het Amerikaans Theater door Luc Appermont gepresenteerde programma's (op 15, 22 en 29 januari) werden evenveel bekende popgroepen aan het publiek voorgesteld. Zij zongen elk drie liedjes, waarvan het publiek er twee mocht doorsturen naar de finale. In die finale herhaalde het proces zich opnieuw: één liedje viel af, het andere ging door naar de superfinale. Sold it for a song van Dream Express werd op voorhand tot favoriet gebombardeerd, maar de 192-koppen tellende publieksjury ging voor dat andere Dream Expresslied, A million in one, two, three.
Londen bracht geen overwinning, maar wel een goed resultaat voor Luc Smets en de zusjes Maesen: ze eindigden als zevende.

## Uitslag
| Plaats | Artiest       | Lied                         | Punten |
| ------ | ------------- | ---------------------------- | ------ |
| 1      | Dream Express | A million in one, two, three | 984    |
| 2      | Trinity       | Drop drop drop               | 932    |
| 3      | Two Man Sound | Dancing man                  | 812    |

## In Londen
In Londen moest België aantreden als 17de net na Finland en voor Frankrijk.
Na de puntentelling bleek dat Dream Express op een 7de plaats was geëindigd met een totaal van 69 punten.
Nederland had 12 punten over voor de inzending.

### Gekregen punten

#### Finale
| 12 punten     | 10 punten                      | 8 punten    | 7 punten   | 6 punten             |
| ------------- | ------------------------------ | ----------- | ---------- | -------------------- |
| - Nederland   | - Verenigd Koninkrijk          | - Duitsland | - Portugal | - Israël - Noorwegen |
| 5 punten      | 4 punten                       | 3 punten    | 2 punten   | 1 punt               |
| - Griekenland | - Ierland - Luxemburg - Zweden | - Finland   |            |                      |

### Punten gegeven door België

#### Finale
Punten gegeven in de finale:
| 12 punten | Verenigd Koninkrijk |
| 10 punten | Nederland           |
| 8 punten  | Zwitserland         |
| 7 punten  | Spanje              |
| 6 punten  | Griekenland         |
| 5 punten  | Noorwegen           |
| 4 punten  | Frankrijk           |
| 3 punten  | Ierland             |
| 2 punten  | Monaco              |
| 1 punt    | Israël              |

1956 · 1957 · 1958 · 1959 · 1960 · 1961 · 1962 · 1963 · 1964 · 1965 · 1966 · 1967 · 1968 · 1969 · 1970 · 1971 · 1972 · 1973 · 1974· 1975 · 1976 · 1977 · 1978 · 1979 · 1980 · 1981 · 1982 · 1983 · 1984 · 1985 · 1986 · 1987 · 1988 · 1989 · 1990 · 1991 · 1992 · 1993 · 1994 · 1995 · 1996 · 1997 · 1998 · 1999 · 2000 · 2001 · 2002 · 2003 · 2004 · 2005 · 2006 · 2007 · 2008 · 2009 · 2010 · 2011 · 2012 · 2013 · 2014 · 2015 · 2016 · 2017 · 2018 · 2019 · 2020 · 2021 · 2022 · 2023 · 2024 · 2025